# Walter Kasper
Walter Kasper, född 5 mars 1933 i Heidenheim an der Brenz (Baden-Württemberg), Tyskland, är en tysk kardinal. Han är sedan 2001 chef för Påvliga rådet för främjande av kristen enhet.
Kasper prästvigdes den 6 april 1957 var mellan 1989 och 1999 biskop av Rottenburg-Stuttgart; han biskopsvigdes den 17 juli 1989. Påve Johannes Paulus II utnämnde honom den 21 februari 2001 till kardinaldiakon med Ognissanti in Via Appia Nuova som diakonia.
Kasper disputerade 1962 på avhandlingen Die Lehre von der Tradition in der Römische Schule (Giovanni Perrone, Carlo Passaglia, Clemens Schrader) för att senare i habiliteringsskriften Die Absolute in der Geschichte: Philosophie und Theologie der Geschichte in der Spätphilosophie Schellings (1965) fullfölja sina studier i området mellan filosofi och teologi. 1964 blev han professor i Münster och 1970 i dogmatik i Tübingen. Han inriktade då sina forskningar mot kristologin och utgav Glaube und Geschichte (1970) och Glaube im Wandel der Geschichte (1973), Jesus der Christus (1974; 11:e uppl 1998) och Der Gott Jesu Christi (1982). Han har också varit redaktör för tredje upplagan av det grundläggande uppslagsverket Lexikon für Theologie und Kirche [LThK³], som utkom i tio band (jämte ett registerband).
1989 blev Kasper biskop i stiftet Rottenburg-Stuttgart och 1999 kallades han som sekreterare av påven Johannes Paulus II till ledningen för den Katolska kyrkans arbete för de kristnas enhet och för relationerna mellan kristna och judar vid Pontificium Consilium ad Unitatem Christianorum fovendam dvs. det Påvliga rådet för främjande av kristen enhet. Han blev chef där 2001 och utnämndes samma år till kardinal.
Kasper har utgivit en rad betydelsefulla böcker, till exempel Theologie und Kirche 1-2 (1987-99) Sakrament der Einheit. Eucharistie und Kirche (2004) och Wege der Einheit. Perspektiven für die Ökumene (2005). År 2007 utgav han A Handbook of Spiritual Ecumenism, som publicerades i svensk översättning 2008, Kristen enhet. En handbok i andlig ekumenik.
Hans forskning karaktäriseras av djuplodande studier rörande mötet mellan kyrkan och aktuella kulturella och filosofiska problem samt brottningen mellan samtidens frågor och den kyrkliga traditionens svar.
Kardinal Kasper promoverades av teologiska fakulteten vid Uppsala universitet till teologie hedersdoktor vid den s.k. Linnépromotionen den 26 maj 2007.. I anslutning härtill erhöll han av Svenska kyrkans ärkebiskop utmärkelsen S:t Eriksplaketten som erkänsla för sitt ekumeniska arbete.

## Hedersdoktorat
- 1990 Catholic University of America Washington, D.C., USA
- 1991 St. Mary's Seminary and University Baltimore, USA
- 2000 Université Marc Bloch de Strasbourg, Strasbourg, Frankrike
- 2001 Sacred Heart University, Fairfield, Connecticut, USA
- 2002 St. John's University, Jamaica, New York, USA
- 2002 Universitas Serdicensis Sofia, Bulgarien
- 2002 University of Notre Dame du Lac, South Bend, Indiana
- 2003 Katholieke Universiteit Leuven, Belgien
- 2003 Université Laval, Québec Kanada
- 2003 Philosophisch-Theologische Hochschule der Pallottiner, Vallendar
- 2003 Center for Theological and Spiritual Development at the College of Saint Elizabeth (CSE) in Morristown, New Jersey, USA
- 2004 Universidad Pontificia Comillas, Madrid, Spanien
- 2004 Seattle University, Seattle USA
- 2004 Universitatea Babes-Bolyai, Cluj-Napoca, Rumänien
- 2005 Fordham University, New York, USA
- 2006 Durham University, Durham, England
- 2006 Duquesne University, Pittsburgh, USA
- 2007 Uppsala universitet, Uppsala